# PyCharm
PyCharm è un ambiente di sviluppo integrato (IDE) destinato alla programmazione nel linguaggio Python. Fornisce analisi del codice, un debugger grafico, un collaudatore di unità (unit tester) integrato, l'integrazione con i sistemi di controllo di versione e supporta lo sviluppo web con Django. PyCharm è sviluppato dall'azienda ceca JetBrains.
PyCharm è distribuito come multipiattaforma e funziona su Microsoft Windows, macOS e Linux. Esso ha una Professional Edition, rilasciata sotto una licenza proprietaria e una Community Edition, rilasciata sotto la licenza Apache 2.0. La Community Edition di PyCharm è meno completa della Professional Edition.

## Storia
PyCharm è stato rilasciato sul mercato degli IDE incentrati su Python per competere con PyDev (per Eclipse) o con l'IDE Komodo di ActiveState, che offre una gamma più ampia.
La versione beta del prodotto è stata rilasciata nel luglio 2010, mentre la versione 1.0 è arrivata tre mesi dopo. La versione 2.0 è stata rilasciata il 13 dicembre 2011, la versione 3.0 il 24 settembre 2013 e la versione 4.0 il 19 novembre 2014.
PyCharm è diventato parzialmente Open Source il 22 ottobre 2013. La variante Open Source è rilasciata come Community Edition, mentre la variante commerciale, denominata Professional Edition, contiene moduli a sorgente chiusa.